# Kousséri

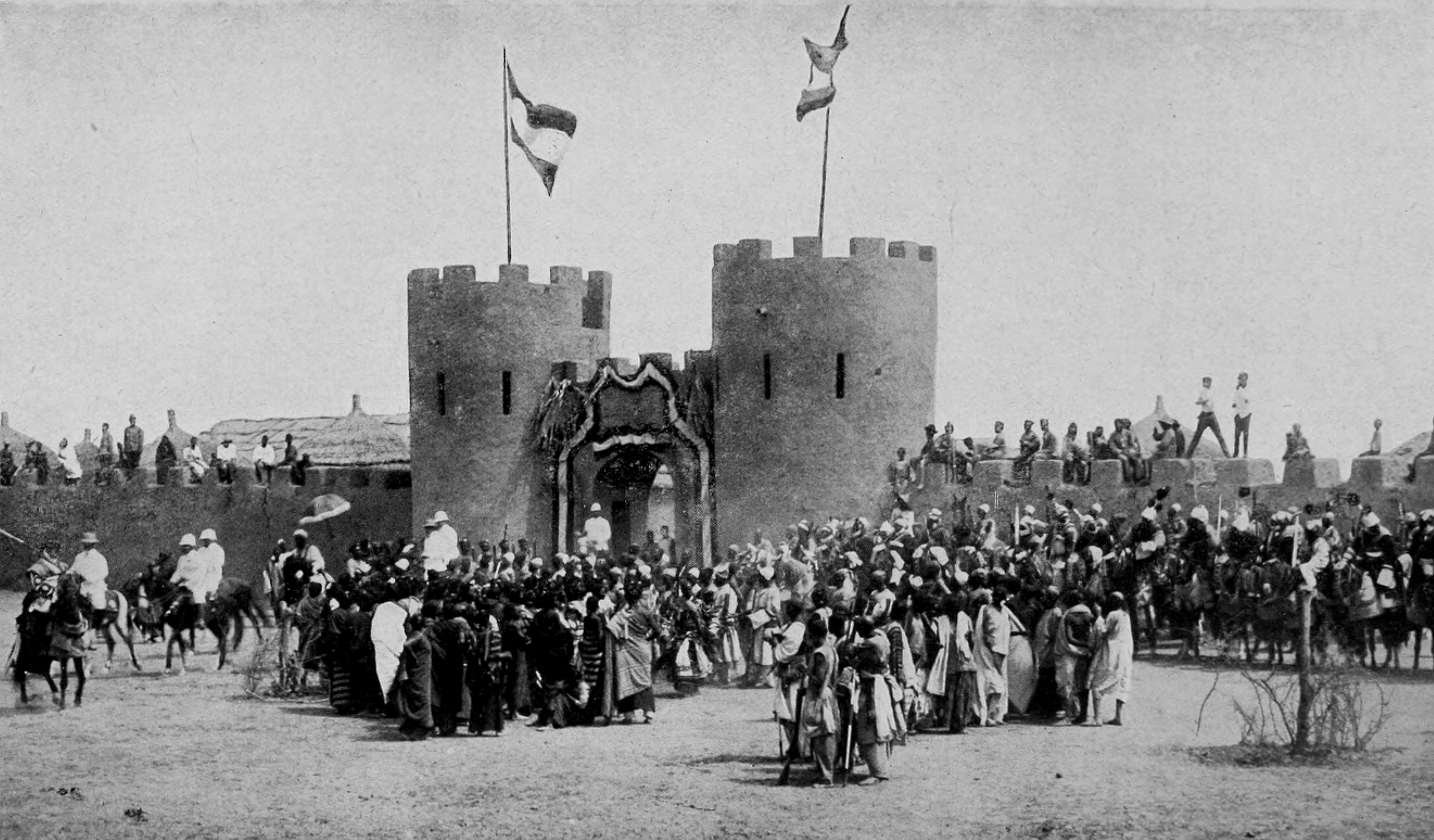
Duits station in Kousséri (ca. 1910)

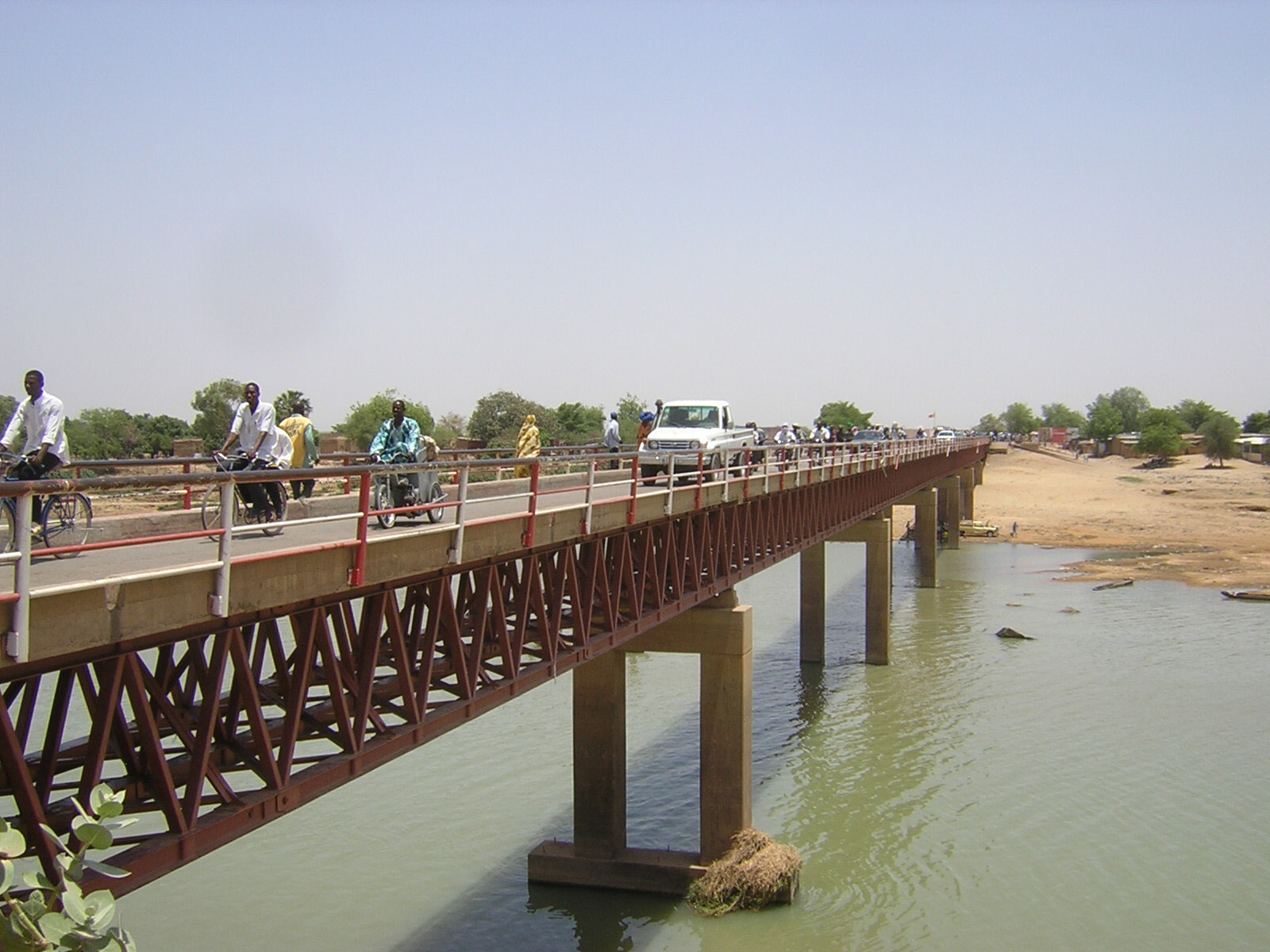
Brug over de Chari

Kousséri is een stad in het departement Logone-et-Chari in de regio Extrême-Nord gelegen in Kameroen. Het ligt vlak bij Ndjamena, de hoofdstad van Tsjaad; de rivier Chari scheidt de twee plaatsen. Er wonen volgens de census van 11 november 2005 89 123 mensen in de stad.

## Geschiedenis
Kousséri was een belangrijke plaats van het koninkrijk Bornu, dat bestond van 1381 tot 1893. In maart 1846 leed Omar, de zoon van Sjeik Mohammed, een nederlaag in de plaats. In 1893 werd Bornu ingenomen door de Soedanese krijgsheer Rabih az-Zubayr, maar werd echter snel ingenomen door de Britten. Rabih werd shehu van het rijk in 1893.
Op 22 april 1900 speelde bij Kousséri de Strijd bij Kousséri af. De Fransen wilden de Tsjaadse regio Chari-Baguirmi bezetten. Drie groepen, een vanuit Algerije, een vanuit Niger en een vanuit Congo-Brazzaville bestormden het gebied. Rabih az-Zubayr en de Franse majoor Amédée-François Lamy stierven beiden bij de strijd. Het was een zeer belangrijke strijd, omdat hiermee de Fransen officieel de macht kregen over Tsjaad. Een jaar later werd Kousséri overgenomen door de Duitse Schutztruppe, die in Kousséri een kleine post opzetten. Toen Kousséri in de Eerste Wereldoorlog door de Britten en de Fransen veroverd werd, werd Kameroen opgesplitst in een Frans deel en een Brits deel. Kousséri kwam onder Frans bewind.
In 1955 brak een opstand uit in Frans-Kameroen, die werd neergeslagen door de Franse autoriteiten. De UPC werd verboden door de Fransen en een guerrillaoorlog brak uit die zeven jaar zou duren. In 1956 kreeg Kameroen autonomie, met een eigen regering, en op 1 januari 1960 werd Frans-Kameroen onafhankelijk onder de naam République du Cameroun. De koloniale oorlog tegen de Fransen ontwikkelde zich tot een burgeroorlog tussen de regering en de UPC die tot in de jaren 1970 zou voortslepen.